# Ахалі Тонча
Ахалі Тонча (груз. ახალი ტონჩა) — село в Грузії.
За даними перепису населення 2014 року в селі проживає 201 особа.